# Perwersyjna siostra
Perwersyjna siostra (ang. Nurse 3-D) − amerykańsko-kanadyjski film fabularny z 2013 roku w reżyserii Douga Aarniokoskiego. Zdjęcia kręcono w Toronto.
Nakręcony w technice trójwymiarowej, swoją komercyjną premierę miał 7 lutego 2014, kiedy opublikowano go w wyselekcjonowanych kinach oraz serwisach VOD. Wcześniej, pod koniec września 2013, prezentowany był widzom Festiwalu Filmowego w Zurychu. W rolach głównych wystąpili Paz de la Huerta, Katrina Bowden, Corbin Bleu i Boris Kodjoe; de la Huerta odegrała postać tytułowej psychopatycznej pielęgniarki. Inspirację dla projektu stanowiła fotografia Tima Palena, przedstawiająca aktorkę jako nagą sanitariuszkę. Fabuła skupia się na losach Abby Russell, morderczyni niewiernych mężczyzn, która popada w obsesję na punkcie atrakcyjnej koleżanki z pracy. Nurse 3D przynależy do nurtu filmów sexploitation. Odbiór obrazu przez krytykę był mieszany.

## Opis fabuły
Abby Russell jest oddaną pielęgniarką pracującą w jednym z nowojorskich szpitali. Wieczorami dziewczyna przeistacza się w łaknącą krwi morderczynię, uwodzącą i eliminującą mężczyzn, którzy dopuszczają się zdrady. W pełni świadomie i z premedytacją wykorzystuje swój seksapil. Gdy do personelu szpitala dołącza Danni, Abby postanawia się z nią zaprzyjaźnić. Szybko zakochuje się w ponętnej koleżance, jednak jej zaloty zostają zignorowane. Po alkoholowej imprezie Danni i Abby spędzają noc. Danni chce utrzymać ten fakt w tajemnicy przez swoim partnerem, Steve'em. Abby popada w obsesję na punkcie młodej pielęgniarki. Morduje niewiernego ojczyma Danni, a ją samą zaczyna prześladować.

## Obsada
- Paz de la Huerta − Janet Abigail „Abby” Russell alias Sarah Price
- Katrina Bowden − Danni
- Judd Nelson − dr. Morris
- Corbin Bleu − Steve
- Boris Kodjoe − detektyw John Rogan
- Melanie Scrofano − Rachel Adams
- Martin Donovan − Martin
- Michael Eklund − Richie
- Niecy Nash − Regina

## Opinie
Zdaniem redaktora witryny hisnameisdeath.com, Nurse 3D to jeden z dwudziestu najlepszych horrorów 2014 roku.